# Гвардейский (Дубенский район)
Гвардейский — посёлок в Дубенском районе Тульской области России.
В рамках административно-территориального устройства является центром Гвардейского сельского округа Дубенского района, в рамках организации местного самоуправления входит в Воскресенское сельское поселение .

## География
Расположен в 3 км к юго-западу от районного центра, посёлка городского типа Дубна, и в 46 км к западу от областного центра. 

## Население
| 2002 | 2010 |
| ---- | ---- |
| 251  | ↗520 |